# Charles Beaulieux
Charles Beaulieux, né le 10 avril 1872 à Vicq-sur-Nahon et mort le 24 août 1957 à Arès, est un conservateur des bibliothèques et historien français.

## Biographie
Beaulieux a effectué la majeure partie de sa carrière de bibliothécaire à la bibliothèque de la Sorbonne, dont il prendra la direction en 1931 jusqu'à sa retraite en 1937. Il sera remplacé à ce poste par Jean Bonnerot en 1939.
En parallèle à sa carrière en bibliothèque, Charles Beaulieux a travaillé sur l'histoire de l'orthographe française, sujet de sa thèse soutenue en 1927 : Histoire de la formation de l'orthographe française : des origines au milieu du XVIe siècle. L’Académie française lui décerne le prix Saintour en 1928.

## Publications
- Catalogue de la Réserve XVIe siècle de la Bibliothèque de l’Université de Paris.
- Projet de simplification de l’orthographe actuelle et de la langue par le retour au 'bel françois' du XIIe siècle, Paris, M. Didier, [s. d.], in-8º, 47 p.
- Liste des dictionnaires, lexiques et vocabulaires français, antérieurs au "Thrésor de Nicot", 1606, 1904.
- Manuscrits et imprimés en France, XVe et XVIe siècles, Paris, Honoré Champion, 1910, 12 p., in-4º.
- Catalogue de la réserve, XVIe siècle (1501-1540) de la bibliothèque de l’Université de Paris, 1910.
- Un fragment de l’histoire de la Bibliothèque du collège d’Autun à Paris, 1912.
- L’Orthographe française actuelle, mélange de celle de Robert Estienne et de celle de Ronsard, 1949.
- Chronologie du "Livre de raison" et des autres œuvres manuscrites de Montaigne, 1951.
- Le Projet de simplification de l’orthographe et de la langue, programme minimum, consiste en la suppression du praticianisme, 1953.
- L’Abbé d’Olivet et le 'Dictionnaire de l’Académie française, 1954.
- Robert Estienne a fait du praticianisme, système factice, une réalité. (Complément du tome 1er de l’Histoire de l’orthographe française, 1927), 1955.

## Galerie

Charles Beaulieux
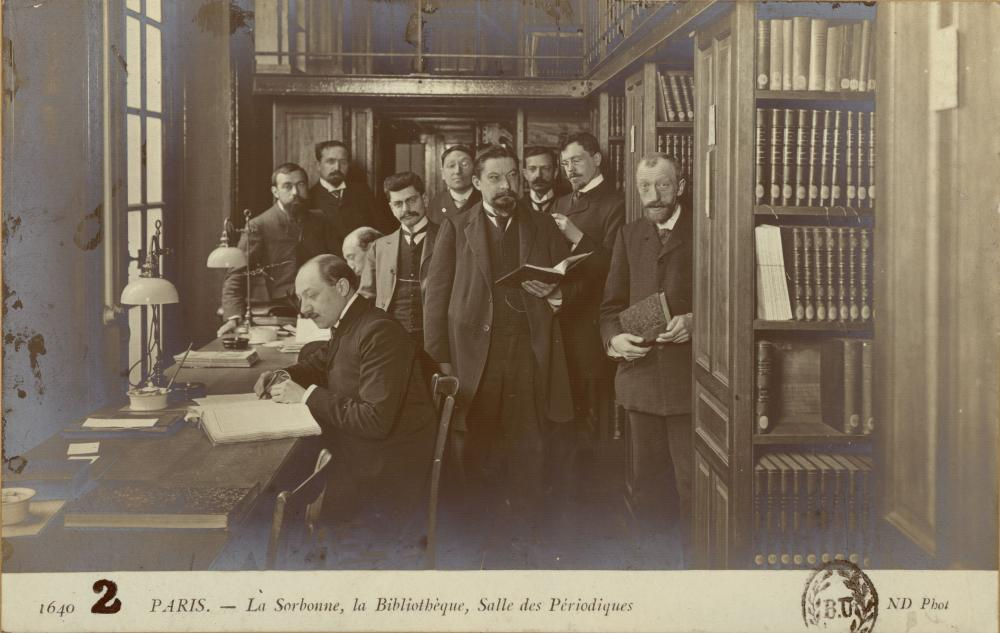
La salle des périodiques de la bibliothèque de la Sorbonne en 1905, de gauche à droite Ch. Beaulieux, Macaigne, Victor Mortet, Philibert de Clermont, M. Lévy, Bultingaire, F. Chambon, Borel et deux lecteurs assis à la table, Lucas de Peslouan et U. V. Chatelain (au fond).
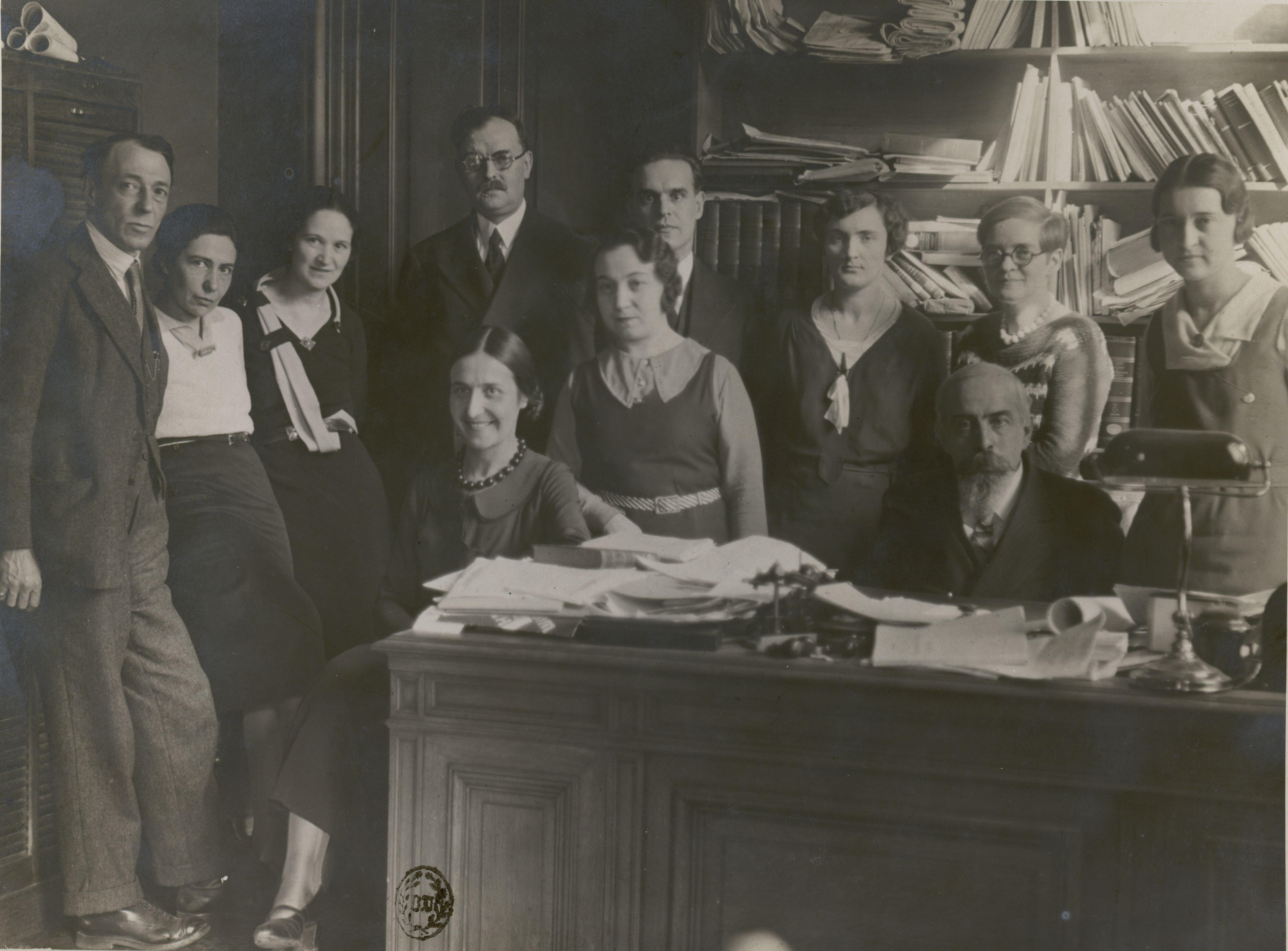
Le personnel de la bibliothèque de la Sorbonne en 1933. « De gauche à droite : Jean Bonnerot, Mlle Th. Marix, R. Beaupin, G. Garnier, Mlle Lebel, Mme Delsaux, Mlle Vidal, Mlle Malclès, Mlle Piquard, Charles Beaulieux, Mlle Van Gennep ».